# Antonio Gómez Restrepo
Antonio Gómez Restrepo né le 13 janvier 1869 à Bogota et mort le 6 novembre 1947 à Bogota, est écrivain, diplomate et critique littéraire colombien.